# کلاوس تاپ‌مولر
کلاوس تاپ‌مولر (به آلمانی: Klaus Toppmöller)، (زادهٔ ۱۲ اوت ۱۹۵۱)، بازیکن سابق فوتبال است که در سال‌های ۲۰۰۶ تا ۲۰۰۸ وظیفهٔ مربی‌گری تیم ملی فوتبال گرجستان را بر عهده داشته‌است.
وی در دوران بازیگری خود، برای تیم ملی آلمان غربی، ۳ بار به میدان رفته و ۱ بار نیز موفق به گلزنی شده‌است.

## افتخارات

### به عنوان بازیکن
- حضور در فینال جام حذفی آلمان: ۱۹۷۶.
- کسب جایگاه سوم بوندس‌لیگا: ۱۹۷۹ و ۱۹۸۰.

### به عنوان مربی
- حضور در فینال لیگ قهرمانان اروپا: ۲۰۰۲.
- نایب قهرمانی در بوندس‌لیگا: ۲۰۰۲.
- حضور در فینال جام حذفی آلمان: ۲۰۰۲.